# Institute of Technology, Sligo
Das Institute of Technology Sligo (kurz: ITS oder IT Sligo; irisch An Institiúid Teicneolaíochta, Sligeach) ist ein noch bis zum 1. April 2022 bestehendes technisches Institut in Sligo, Irland. Ab diesem Zeitpunkt schließt es sich mit dem Letterkenny Institute of Technology und dem Galway-Mayo Institute of Technology zu Irlands vierter jemals gegründetem Technischen Universität, der Atlantic Technological University zusammen. Bis dahin hat die ITS drei Fakultäten und neun Abteilungen.

## Geschichte
Die Hochschule eröffnete 1970 als Regional Technical College (RTC) Sligo und bekam seinen bis 2022 gültigen Namen im Jahr 1997. Die ersten Studenten erhielten ihre Abschlüsse im Jahr 1986. Brendan McCormack ist seit 2016 Präsident des Instituts. Das ITS ist bekannt für seine Fernstudiengänge. Im Jahr 2016 waren etwa 1.800 Online-Studenten in verschiedenen Programmen registriert. Die Zahl wird 2019 schon mit 3.000 angegeben.

### Zusammenschluss zur ATU
Nach Vorbereitungen im Jahr 2012 wurde 2015 ein formaler Antrag des Institute of Technology, Sligo, des Letterkenny Institute of Technology und des Galway-Mayo Institute of Technology zur Gründung einer gemeinsamen Technischen Universität bei der Higher Education Authority von Irland eingereicht. Die dafür gegründete Vereinigung wurde Connacht-Ulster Alliance (CUA) genannt. Ihr Ziel war es, eine Technische Universität mit Einzugsbereich im Westen und Norden von Irland zu gründen. Die CUA erhielt im Oktober 2020 erstmals 5,5 Mio. € zur Gründung des Nachfolgeinstituts der drei Institute. Die formale Genehmigung wurde im Oktober 2021 mit Startdatum im April 2022 erteilt. Ab diesem Zeitpunkt besteht die ITS nicht mehr eigenständig.

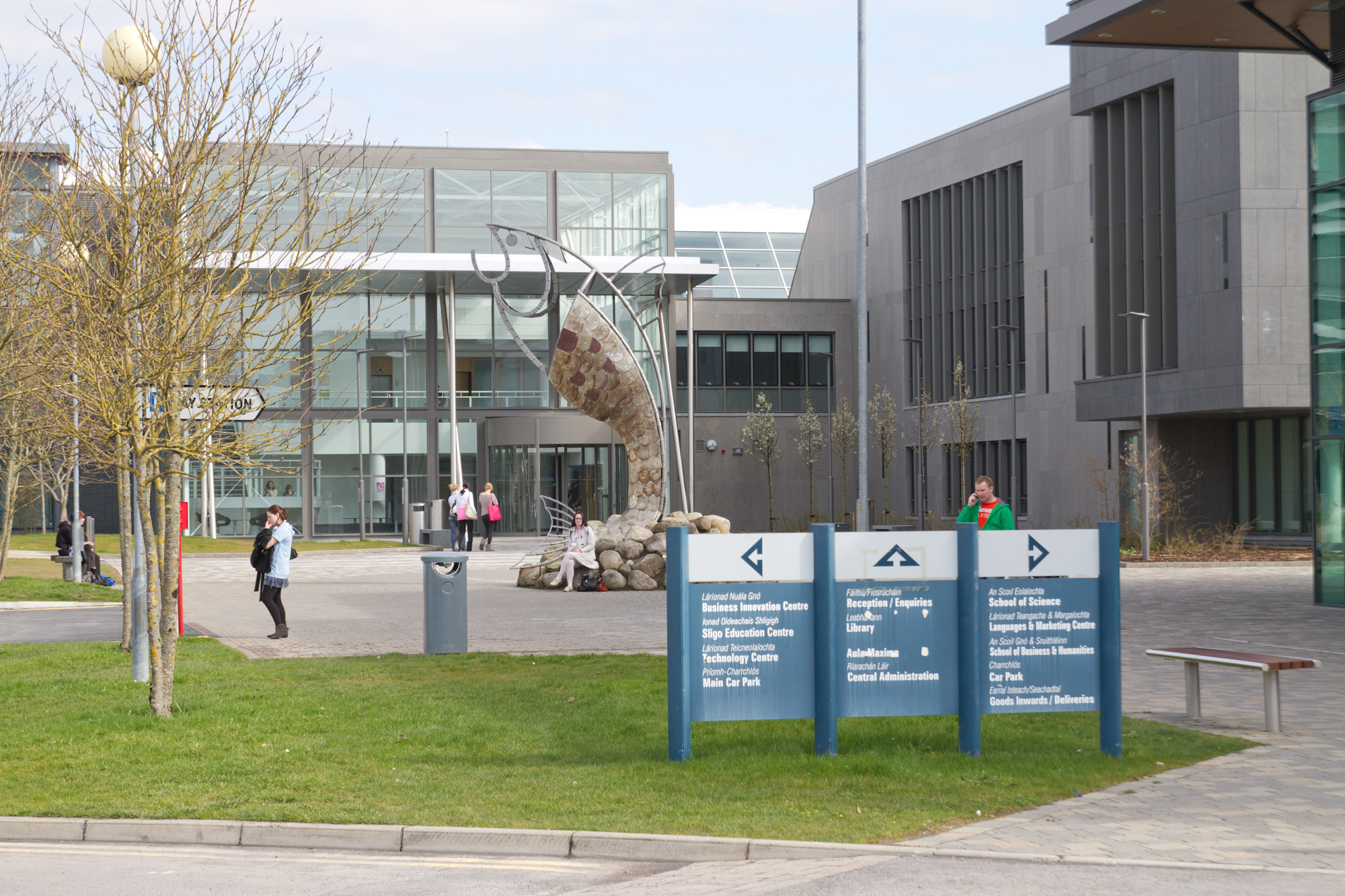
Haupteingang der IT Sligo
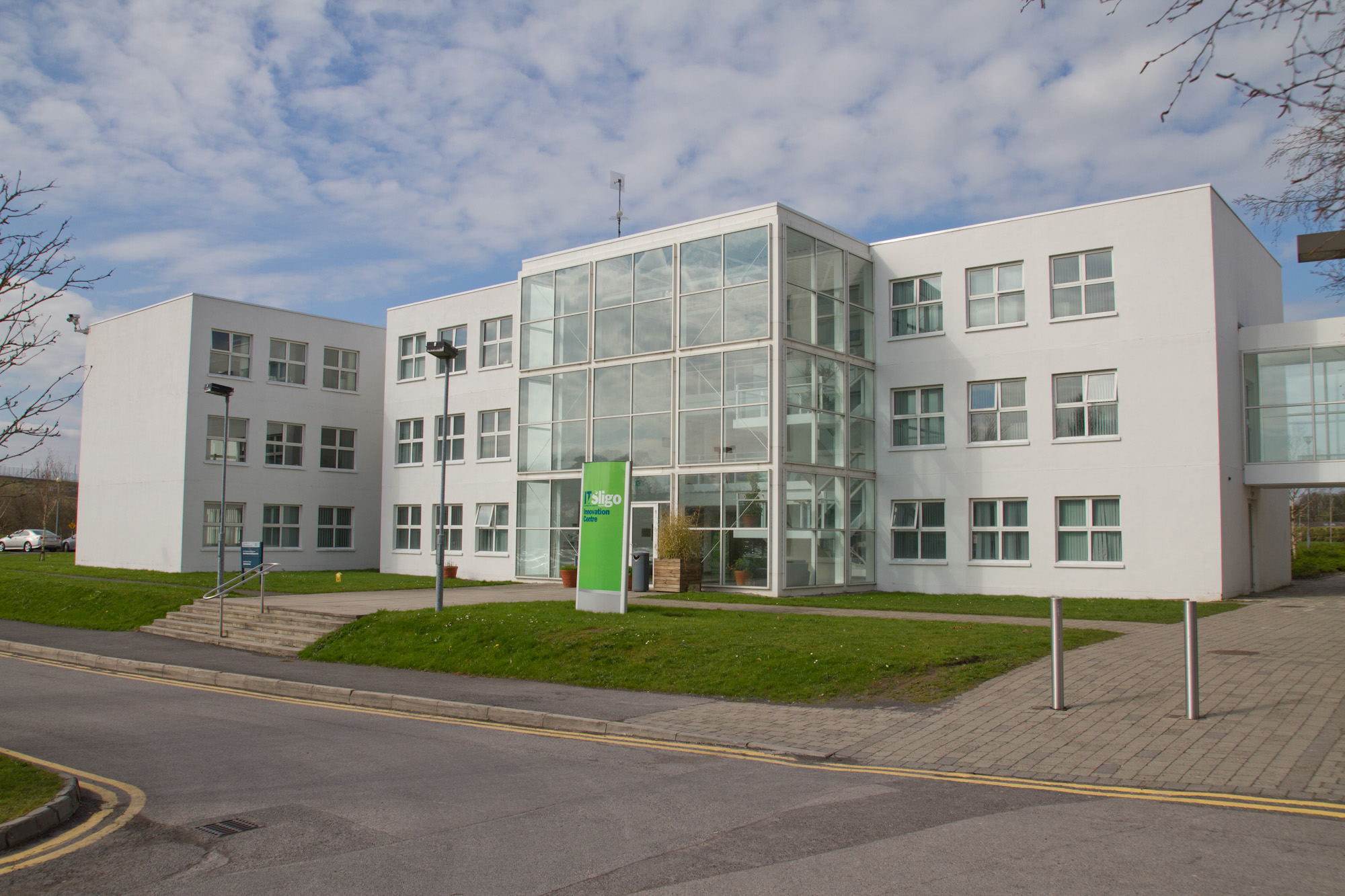
Business Innovation Centre (BIC) der IT Sligo
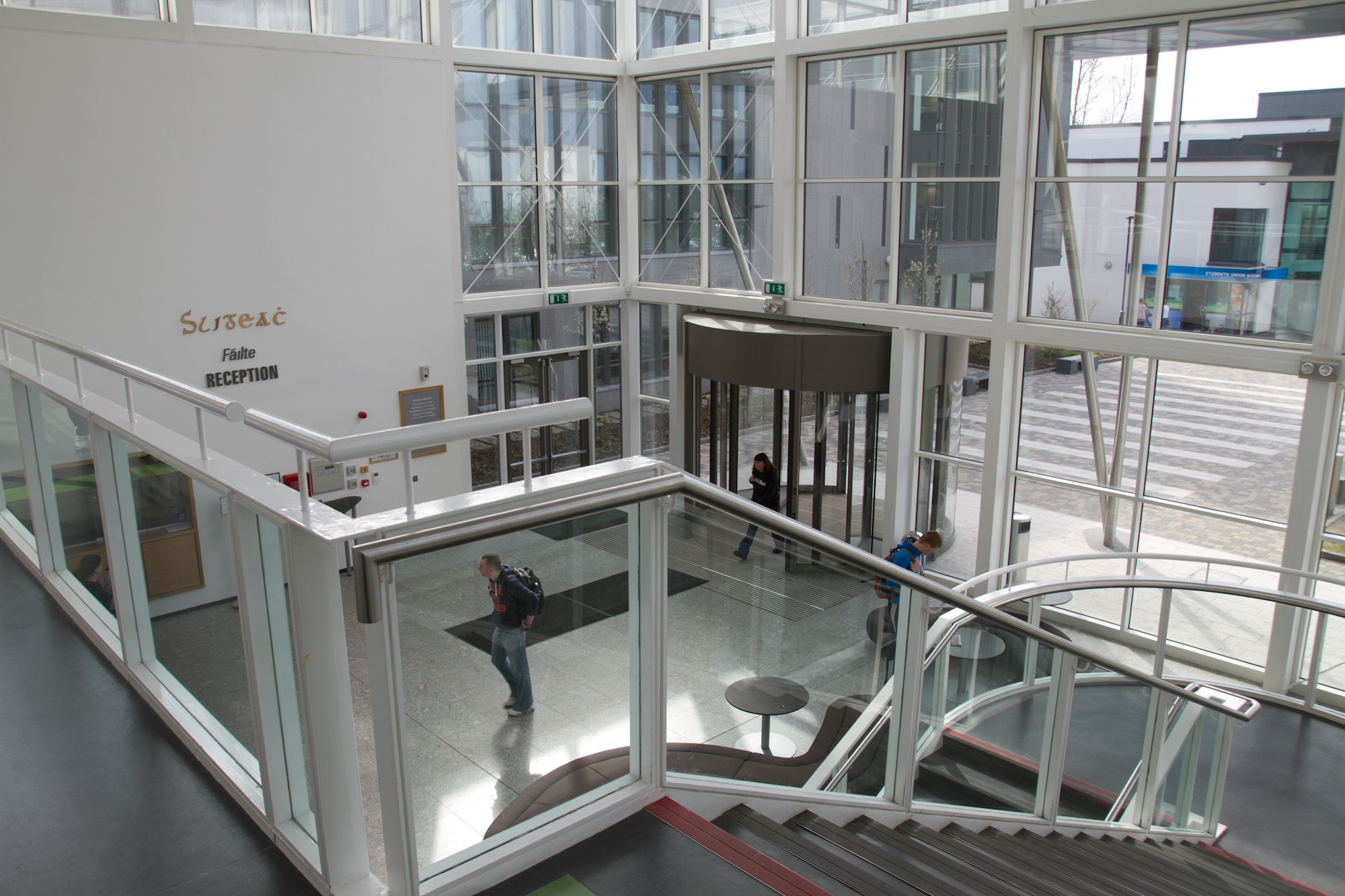
Eingangshalle der IT Sligo
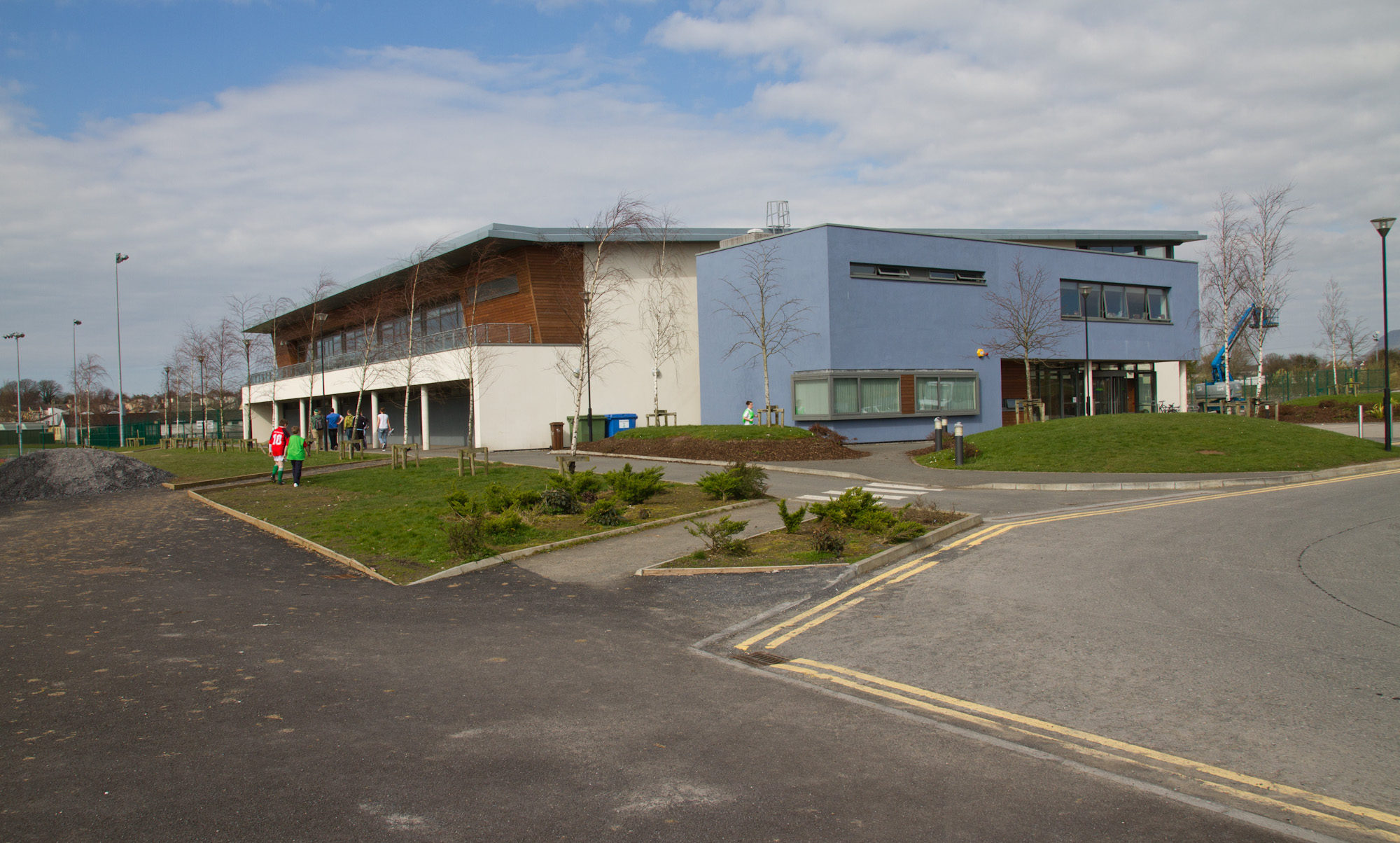
Sportzentrum der IT Sligo
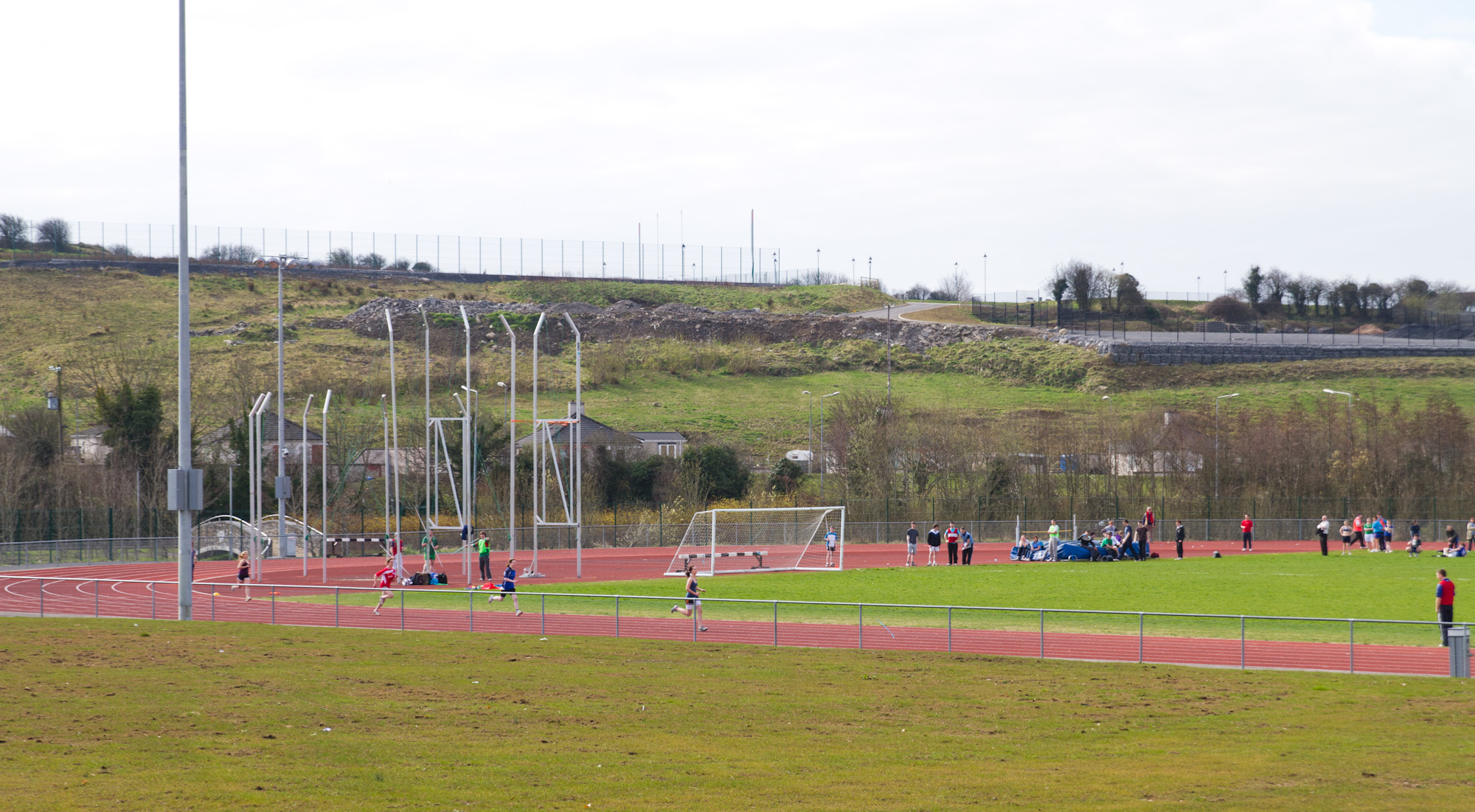
Laufstrecke der IT Sligo
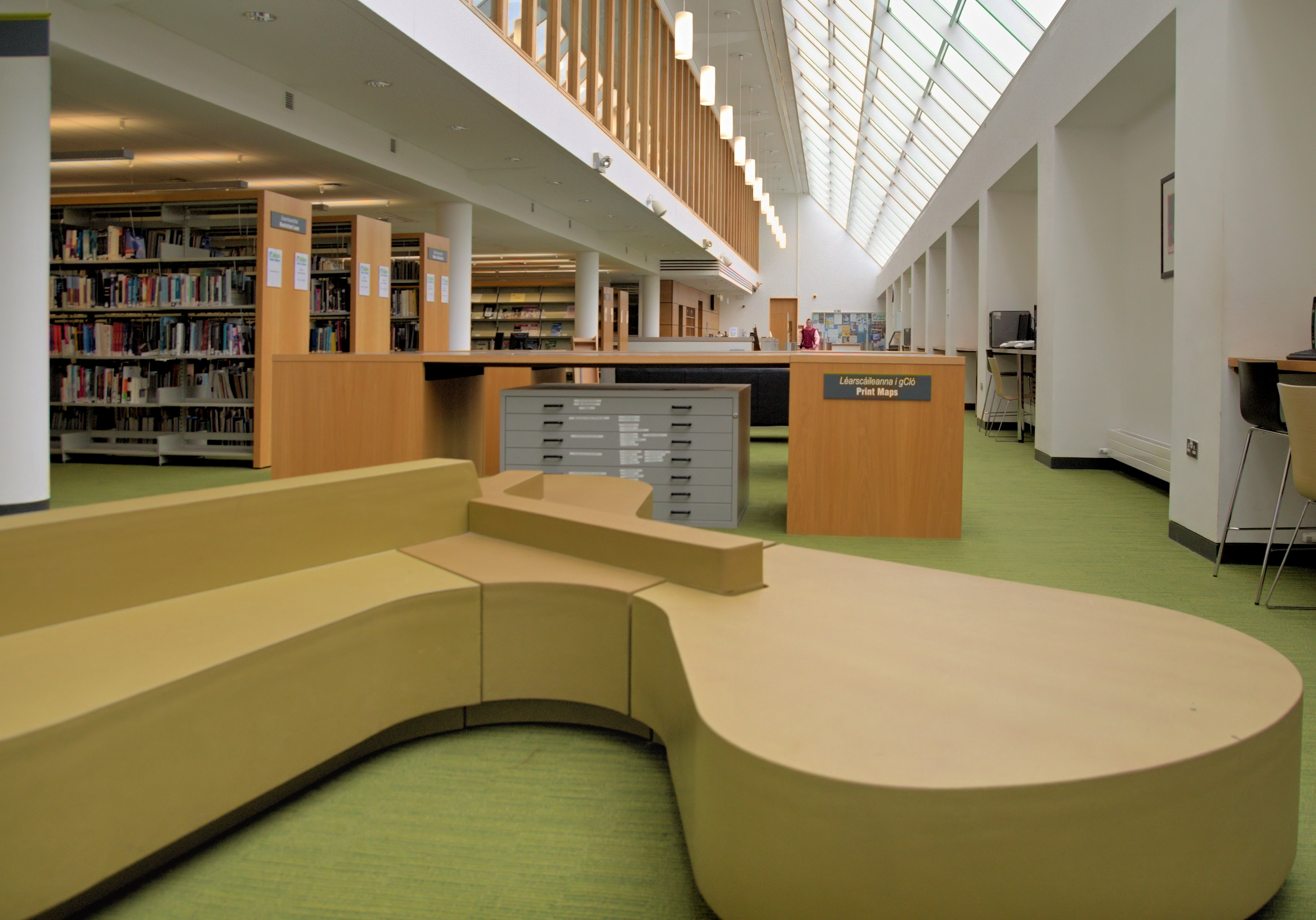
Bibliothek der IT Sligo